# TERCOM
Il TERCOM (Terrain Contour Matching) è un sistema di navigazione impiegato principalmente dai missili da crociera. Utilizza una mappa del terreno che viene confrontata con le misurazioni effettuate durante il volo da un radar altimetro di bordo. Un sistema TERCOM aumenta considerevolmente la precisione di un missile rispetto ai sistemi di navigazione inerziale (INS). La maggiore precisione consente a un missile equipaggiato con TERCOM di volare più vicino agli ostacoli e a quote generalmente inferiori, rendendolo più difficile da rilevare da parte dei radar.

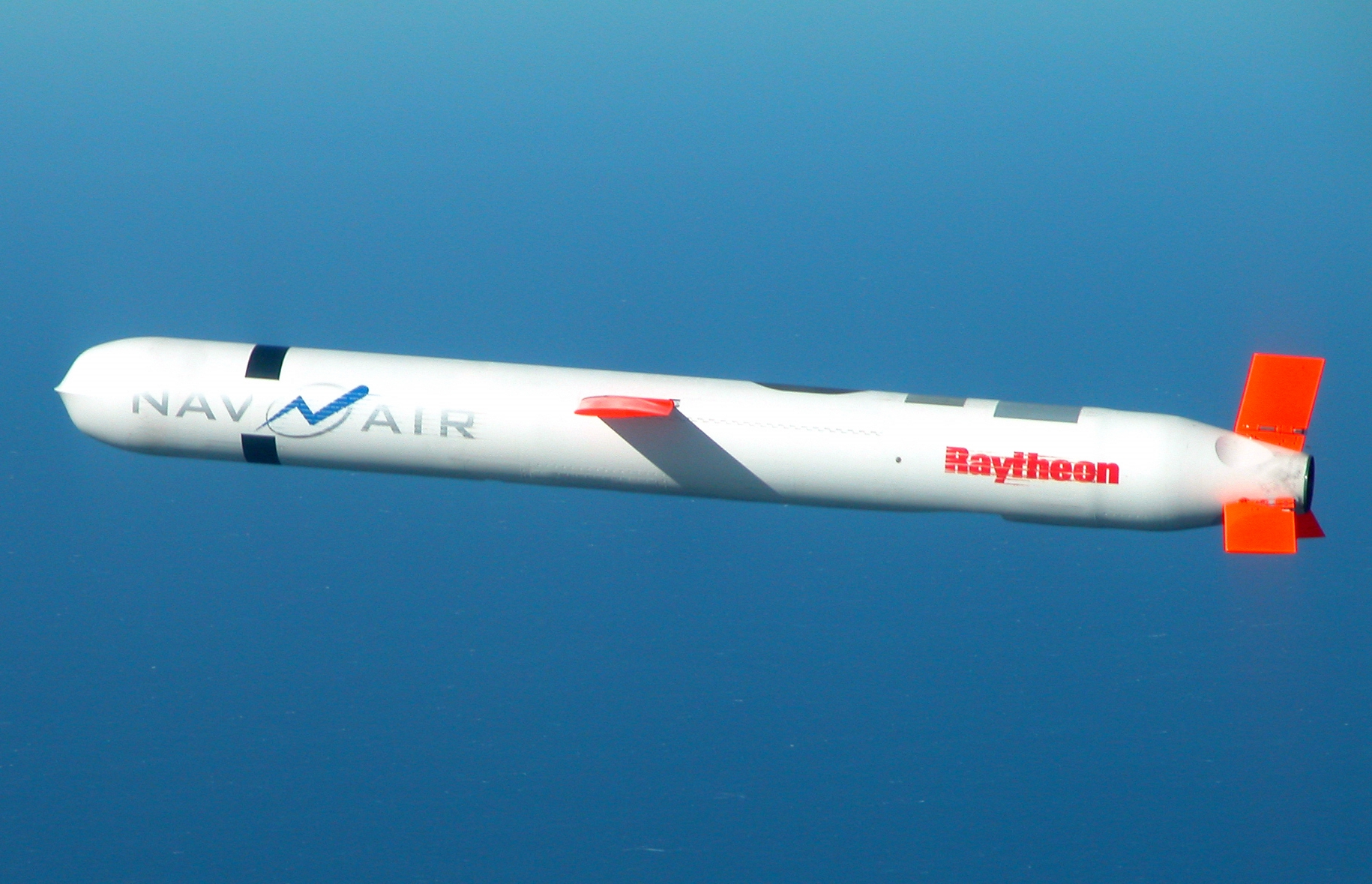
Il missile da crociera Tomahawk utilizza un sistema di navigazione TERCOM.

## Descrizione
Le mappe del TERCOM consistono in una serie di strisce di terreno sulle quali il missile sorvolerà, rappresentate da una serie di quote codificate. Poiché un radar altimetro misura l'altitudine rispetto al suolo, le mappe sono in genere codificate con variazioni di quota anziché con l'altitudine assoluta. Inoltre, vengono memorizzate le strisce di terreno su entrambi i lati della traiettoria di volo prevista. In genere, queste serie di mappe vengono create utilizzando i dati dei satelliti radar (mappatura radar). Per i voli sull'acqua, le mappe vengono sostituite da mappe del campo magnetico.
Durante il volo, il radar altimetro memorizza le misurazioni in un buffer di memoria più piccolo . Le misurazioni vengono memorizzate regolarmente per un certo periodo di tempo e vengono generate le medie delle singole misurazioni. La serie di singoli valori viene quindi memorizzata nel buffer di memoria, creando una serie di misurazioni simili a quelle registrate nelle mappe. Queste due serie di misurazioni vengono confrontate. La serie del buffer di memoria viene sovrapposta alla mappa nota, e da queste informazioni è possibile determinare posizione e direzione. Il sistema di navigazione utilizza quindi questi dati per correggere la traiettoria di volo.
Durante il volo verso il bersaglio, la precisione del sistema deve essere sufficiente solo per evitare collisioni con il terreno. Questo consente al sistema di lavorare con mappe a risoluzione relativamente bassa durante la fase di volo. Solo la porzione della mappa per l'avvicinamento finale al bersaglio ha una risoluzione più elevata.
A causa della limitata memoria disponibile nei dispositivi di archiviazione di massa degli anni '60 e '70 e dei loro lenti tempi di accesso, la quantità di dati era troppo grande per memorizzare l'intera traiettoria di volo in questo modo. Invece, singole piccole sezioni di terreno venivano memorizzate e abbinate a un sistema di navigazione inerziale (INS) convenzionale. Tali sistemi sono anche noti come TAINS (TERCOM-Aided Inertial Navigation System).
I sistemi TERCOM hanno il vantaggio che la loro precisione non dipende dalla durata del volo, come nel caso dei sistemi di navigazione inerziale, che subiscono un deterioramento su durate di volo più lunghe, e quindi hanno una precisione inferiore su lunghe distanze. Inoltre i sistemi TERCOM subiscono correzioni costanti durante il volo. La precisione dipende quindi solo dalla precisione delle informazioni di mappatura radar, che è tipicamente nell'ordine dei metri, e dalla capacità del processore di riconciliare i dati.
Ciò che limitava il TERCOM di prima generazione era la capacità di colpire bersagli nel raggio di diverse centinaia di metri, limitandone così l'impiego alle testate nucleari. L'impiego di testate convenzionali richiede infatti una precisione significativamente maggiore, che a sua volta implica sistemi aggiuntivi per l'avvicinamento finale.
Uno svantaggio dei primi sistemi TERCOM era il fatto che l'intero percorso, incluso il punto di lancio, doveva essere pianificato. Se il missile veniva lanciato da una posizione sconosciuta o si allontanava troppo dalla rotta pianificata, il missile andava perso. Il sistema di navigazione inerziale può essere di sostegno in questo senso, aiutando il missile a percorrere la prima parte del percorso pianificato e quindi programmato, ma non può correggere errori gravi. Questo rende i sistemi TERCOM molto meno flessibili rispetto ai sistemi più moderni che utilizzano il GPS  (Global Positioning System), in grado di attaccare da qualsiasi posizione e non si basano su informazioni preregistrate. Tuttavia, la capacità di disturbare il TERCOM è significativamente inferiore rispetto al GPS.